# 平川哲生
平川 哲生（ひらかわ てつお、1979年11月13日 - ）は、日本の男性アニメーター、アニメ演出家・監督。千葉県出身。

## 来歴・人物
マッドハウスに入社し、のちフリーランスとして様々な作品に参加する。
茂木仁史の推薦で長編アニメ『川の光』の監督に抜擢される。同作品で第18回アース・ビジョン地球環境映像祭子どもアース・ビジョン賞、第16回上海テレビ祭銀賞（海外アニメーション部門）、アメリカ国際ビデオ・フィルム祭2010のBest of Awards（エンターテイメント部門）及びGold Camera賞を受賞。テレビ再放送に合わせて作品解説をTwitter上に書き込むリアルタイム・コメンタリーを行い、話題になった。

## 参加作品

### テレビアニメ
2002年
- プリンセスチュチュ（原画）
- あたしンち（原画）

2003年
- らいむいろ戦奇譚（動画・原画）
- MOUSE（原画）
- HAPPY★LESSON ADVANCE（原画）
- わがまま☆フェアリー ミルモでポン!ごおるでん（原画）
- 神魂合体ゴーダンナー!!（原画）
- ふたつのスピカ（原画）
- F-ZERO ファルコン伝説（原画）
- 鋼の錬金術師（原画）
- SPACE PIRATE CAPTAIN HERLOCK（動画）

2004年
- 風人物語（原画）
- To Heart 〜Remember my Memories〜（原画）
- お伽草子（原画）

2005年
- トリニティ・ブラッド（原画）
- ドラえもん (2005年のテレビアニメ)（原画）

2006年
- xxxHOLiC（原画）
- のだめカンタービレ（原画）
- おろしたてミュージカル 練馬大根ブラザーズ（原画）
- 家庭教師ヒットマンREBORN!（原画）

2007年
- 逆境無頼カイジ（原画）
- さよなら絶望先生（原画）
- ef - a tale of melodies.（原画）
- 電脳コイル（原画）
- BLUE DRAGON（原画）
- 灼眼のシャナII（Second）（原画）

2008年
- チーズスイートホーム（原画）
- のだめカンタービレ 巴里編（原画）
- ヤッターマン（第2作）（原画）
- 鉄腕バーディー DECODE（原画）
- かんなぎ（原画）
- シゴフミ（原画）
- ひだまりスケッチ×365（原画）
- 【俗・】さよなら絶望先生（原画）
- 獄・さよなら絶望先生（原画）

2009年
- 川の光（監督・絵コンテ）
- はじめの一歩 New Challenger（原画）
- 懺・さよなら絶望先生（原画）
- 咲-Saki-（原画）

2010年
- ソ・ラ・ノ・ヲ・ト（絵コンテ・演出）
- 世紀末オカルト学院（絵コンテ・演出・原画）
- おじゃる丸（絵コンテ）
- それでも町は廻っている（原画・ED原画）
- SHIN-MEN（原画）

2011年
- 電波女と青春男（絵コンテ・原画）
- Dororonえん魔くん メ〜ラめら（原画・第2原画）
- 青の祓魔師（原画）
- ロウきゅーぶ!（原画）
- 輪るピングドラム（原画）
- エリアの騎士（脚本）

2012年
- 緋色の欠片（原画）
- HUNTER×HUNTER（第2作、原画）
- 坂道のアポロン（原画）
- カンピオーネ! 〜まつろわぬ神々と神殺しの魔王〜（絵コンテ）
- あっちこっち（絵コンテ）

2013年
- 惡の華（助監督、作画統括、エキストラ）
- BLAZBLUE Alter Memory（絵コンテ・OP絵コンテ・演出）
- アウトブレイク・カンパニー（絵コンテ）

2014年
- ノラガミ（絵コンテ・演出）
- ソウルイーターノット!（絵コンテ）
- ソードアート・オンラインII（絵コンテ）
- トリニティセブン（絵コンテ）

2015年
- ローリング☆ガールズ（絵コンテ・演出）
- 血界戦線（絵コンテ）
- 終わりのセラフ（絵コンテ・演出）
- やはり俺の青春ラブコメはまちがっている。続（絵コンテ）
- ノラガミ ARAGOTO（絵コンテ）

2016年
- だがしかし（OP絵コンテ）
- 僕だけがいない街（絵コンテ）
- 甲鉄城のカバネリ（絵コンテ）
- ドリフターズ（絵コンテ）
- アイドルメモリーズ（絵コンテ）

2017年
- ゼロから始める魔法の書（監督・脚本・絵コンテ・演出）
- Fate/Apocrypha（絵コンテ）

2018年
- ひそねとまそたん（絵コンテ）

2019年
- けだまのゴンじろー（監督（#26-）・絵コンテ）
- この世の果てで恋を唄う少女YU-NO（監督・脚本・絵コンテ）

2020年
- 呪術廻戦（絵コンテ）

2021年
- ヴァニタスの手記（絵コンテ）

2022年
- ブッチギレ!（監督・シリーズ構成・脚本・絵コンテ）

2023年
- スパイ教室（絵コンテ）
- とんでもスキルで異世界放浪メシ（絵コンテ）
- 魔法使いの嫁 SEASON2（絵コンテ・演出）

2025年
- Sランクモンスターの《ベヒーモス》だけど、猫と間違われてエルフ娘の騎士として暮らしてます（監督・脚本・絵コンテ）
- SAKAMOTO DAYS（絵コンテ）
- 完璧すぎて可愛げがないと婚約破棄された聖女は隣国に売られる（絵コンテ）
- 前橋ウィッチーズ（絵コンテ）

### 劇場アニメ
2004年
- 雲のむこう、約束の場所（作画協力）

2005年
- クレヨンしんちゃん 伝説を呼ぶブリブリ 3分ポッキリ大進撃（原画）
- ONE PIECE THE MOVIE オマツリ男爵と秘密の島（原画）

2006年
- クレヨンしんちゃん 伝説を呼ぶ 踊れ!アミーゴ!（原画）
- 時をかける少女（原画）

2007年
- クレヨンしんちゃん 嵐を呼ぶ 歌うケツだけ爆弾!（原画）
- 河童のクゥと夏休み（原画）

2008年
- Genius Party Beyond 「GALA」（原画）

2009年
- AFRO SAMURAI RESURRECTION（原画）

2010年
- カラフル（原画）

2011年
- クレヨンしんちゃん 嵐を呼ぶ黄金のスパイ大作戦（原画）

### OVA・その他
2006年
- タカノ綾 PACHINKO EXPLOSION（作画）

2008年
- デトロイト・メタル・シティ（原画）
- 15 Step - Radiohead Contest Winner（原画）

2011年
- かってに改蔵（原画）

2015年
- 堀さんと宮村くん（第3話、監督）

### Webアニメ
2016年
- ポケモンジェネレーションズ（絵コンテ・演出）

2019年
- 聖闘士星矢: Knights of the Zodiac（絵コンテ）
- SUPER SHIRO（コンテ）

2025年
- ムーンライズ（絵コンテ）

## 出演

### テレビ
- 2005年 NHKスペシャル ケータイ短歌 空を飛ぶコトバたち…（NHK）
- 2009年 「川の光」を求めて~密着10ヶ月!長編アニメの舞台裏~（NHK）
- 2010年 MAG・ネット 原恵一 泣けるアニメ（NHK BS2）

### 新聞
- 2006年10月6日 読売新聞東京朝刊 『アニメ、見てますか(4)』 「大国」支える職人 生活過酷

## 受賞歴
川の光
- 第18回アース・ビジョン地球環境映像祭 子どもアース・ビジョン賞
- 第16回上海テレビ祭 海外アニメーション部門・銀賞
- アメリカ国際ビデオ・フィルム祭2010 エンターテイメント部門Best of Awards及びGold Camera賞